# Blindspotting
Blindspotting es una película estadounidense de comedia dramática de 2018 escrita, producida y protagonizada por Daveed Diggs y Rafael Casal. Carlos López Estrada la dirige, mientras que Janina Gavankar, Jasmine Cephas Jones, Ethan Embry, Tisha Campbell-Martin, Utkarsh Ambudkar y Wayne Knight la protagonizan. La trama sigue a una persona en libertad condicional con tres días restantes en su sentencia, que es testigo de un tiroteo de la policía que amenaza con arruinar una amistad de por vida. 
Casal y Diggs, amigos de la infancia en la vida real, escribieron el guion a mediados de la década de 2000, inicialmente para hablar en nombre de la ciudad de Oakland, que a menudo sentían que estaba mal representada en el cine. Después de años de retrasos, los horarios de la pareja finalmente les permitieron hacer la película, con el rodaje comenzando en junio de 2017. 
Blindspotting tuvo su estreno mundial el 18 de enero de 2018 en la sección de Competencia Dramática de los EE. UU. en el Festival de Cine de Sundance de 2018 y se estrenó en Estados Unidos el 20 de julio de 2018 por Lionsgate.

## Reparto
- Daveed Diggs como Collin Hoskins, un exconvicto criminal en sus últimos tres días de libertad condicional. Parece amigable, relajado y es agradable.
- Rafael Casal como Miles, el mejor amigo de carácter breve e imprudente de Collin. Los dos han sido cercanos desde la infancia.
- Janina Gavankar como Val, una secretaria y el interés amoroso de Collin. Según Miles, ella nunca lo visitó mientras estaba en prisión. Ella le recomienda a Collin que termine su relación con Miles porque podría meterse en problemas.
- Jasmine Cephas Jones como Ashley, la esposa de Miles y madre de Sean.
- Ethan Embry como Oficial Molina.
- Tisha Campbell-Martin como Mama Liz.
- Utkarsh Ambudkar como Rin.
- Wayne Knight como Patrick.
- Kevin Carroll como James.
- Lance Cameron Holloway como Curtis 'Cuttie' Cuttworth.
- Margo Hall como Nancy, la madre de Collin.
- Jon Chaffin como Dez.
- Leland Orser como Juez.
- Sarah Kay como Angela.

## Producción

### Trasfondo
El guion de Blindspotting fue escrito por Rafael Casal y Daveed Diggs durante un período de nueve años. Daveed, quien creció en Oakland, y Rafael, que creció en Berkeley, California, sintieron que las representaciones cinematográficas del Área de la Bahía de San Francisco han «perdido algo» constantemente. Querían llamar la atención sobre la cultura, la comunidad y el sentido de «realidad aumentada» que da forma a la vida en Oakland. La película aborda temas de gentrificación, violencia policial y racismo.

### Rodaje
Diggs y Casal dijeron que aproximadamente el 90% de la película es el resultado del primer borrador, con varias reescrituras hechas a medida que se realizó el rodaje para actualizarlo y reflejar los tiempos modernos. Debido a que Diggs estaba constantemente ocupado en Hamilton, la pareja tuvo que retrasar la película por un período prolongado de tiempo. La fotografía principal finalmente comenzó en junio de 2017 y duró 22 días, rodando alrededor de Oakland.

## Estreno
Blindspotting se estrenó a nivel mundial en el Festival de Cine de Sundance el 18 de enero de 2018 y de manera limitada en los Estados Unidos el 20 de julio de 2018, con una fecha de lanzamiento a nivel nacional el 27 de julio de 2018.